# توماس کینگ
توماس کینگ (انگلیسی: Thomas King؛ زادهٔ ۲۴ آوریل ۱۹۴۳) نویسنده، مجری تلویزیون، کنشگر و عضو فرهنگستان کانادایی-آمریکایی است. او خود را از تبار چروکی، یونانی و آلمانی می‌داند؛ اما مطالعات تبارشناسی او نشان داده که وی هیچ ارتباطی با سرخپوستان چروکی آمریکا ندارد. کینگ می‌گوید پدرش وقتی پسرها خیلی کوچک بودند خانواده را ترک کرد و آنها تقریباً به‌طور کامل توسط مادرشان بزرگ شدند.
او دانش‌آموختهٔ ادبیات انگلیسی در دانشگاه ایالتی کالیفرنیا در چیکو (لیسانس و فوق‌لیسانس) و دانشگاه یوتا (دکترا) است و در حال حاضر، استاد رشتهٔ ادبیات انگلیسی در دانشگاه گوئلف در کاناداست. وی پیش‌تر نیز عضو هیئت علمی دانشگاه مینه‌سوتا بود. بیشتر دربارهٔ اقوام اولیه کانادا می‌نویسد.
از فیلم‌ها یا مجموعه‌های تلویزیونی که وی در آن‌ها نقش داشته‌است، می‌توان به چهار جهت اصلی اشاره نمود.